# 弯尖杜鹃
弯尖杜鹃（学名：Rhododendron adenopodum）为杜鹃花科杜鹃花属下的一个种。